# Nagrada šport in šola
Nagrada šport in šola je nastala v Trstu leta 1991 in je namenjena dijakinjam in dijakom višjih srednjih šol s slovenskim učnim jezikom v Italiji, ki v šoli izdelujejo z odliko in dosegajo istočasno dobre uspehe tudi v športu. Nagrado si je zamislil prof. Franko Drasič, da bi kolegom profesorjem dokazal, sa sta lahko športno udejstvovanje in odlični šolski rezultati sorazmerna. Nagrado podeljuje ZSŠDI - Združenje slovenskih športnih društev v Italiji enkrat letno.
Prošnjo za nagrado lahko pošljejo dijakinje in dijaki, ki izpolnjujejo določene pogoje.
Učni pogoji:
- dijak/dijakinja mora imeti zaključno srednjo oceno 8 ali več;
- maturanti morajo izdelati zaključni izpit z najmanj 85/100.

Športni pogoji in minimalne norme:
- v poštev pridejo samo tekmovanja v okviru od CONI-ja (italijanske olimpijske zveze) priznanih športnih zvez ali tekmovanja v športnih panogah, ki jih gojijo društva članice ZSŠDI in šah;
- kandidat mora trenirati vsaj trikrat tedensko; za sezonske športe, kjer ni predvidena tedenska vadba, mora kandidat v prošnji navesti število letnih treningov;
- pri različnih športnih panogah pridejo v poštev vidnejši in odmevnejši rezultati, ki jih preuči izvršni odbor ZSŠDI na podlagi priložene razpredelnice za ovrednotenje športnih dosežkov;
- kandidat mora med sezono zbrati vsaj tri uradne nastope na tekmovanjih pripadajoče športne zveze;
- nastopanje na državnem prvenstvu Slovenije se obravnava enakovredno nastopanju na italijanskem državnem prvenstvu.

Izbrane podatke o učnem in športnem uspehu preveri in oceni tajništvo ZSŠDI. Izvršni odbor ZSŠDI odloča o podeljevanju, morebitnih izjemah in vsem, kar ni predvideno v pravilniku. Na nagrajevanju je poudarjeno, ali se športnik ukvarja tudi z drugimi obšolskimi dejavnostmi (glasba, gledališče, pevski zbor, skavti, taborniki ...).
Nagrado podeljuje ZSŠDI na posebni prireditvi, že vrsto let sodeluje s sponzorstvom pri nagrajevanju ZKB - Zadružna kraška banka.